# Tila Tequila

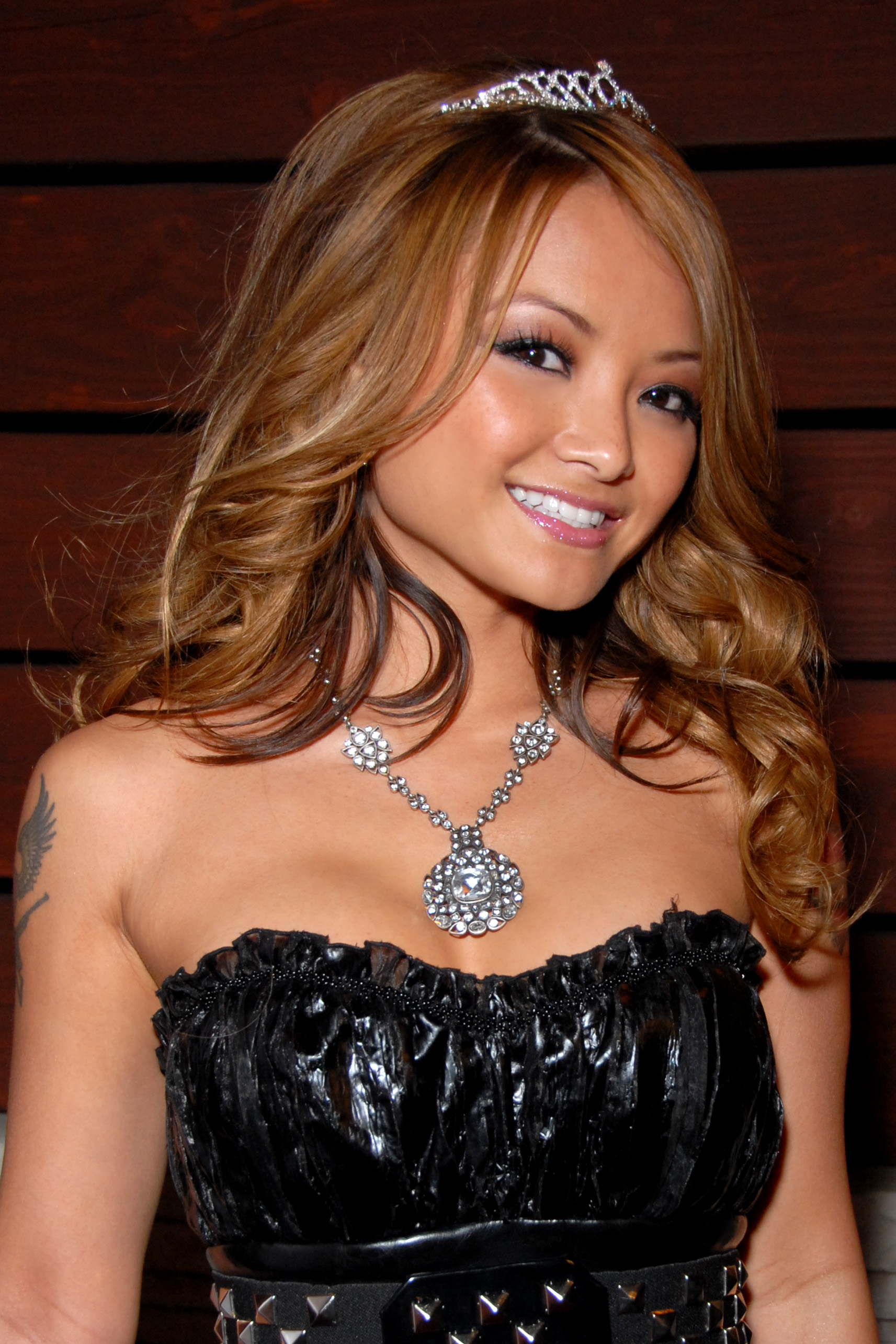
Tila Tequila im Rahmen einer Modenschau in Hollywood, 2008

Tila Tequila, geborene Tila Nguyễn, auch Thien Thanh Thi Nguyen (* 24. Oktober 1981 in Singapur), ist eine US-amerikanische TV- und Social-Media-Persönlichkeit, die in Los Angeles lebt. Bekannt wurde sie unter anderem durch Fotoveröffentlichungen für die Zeitschrift Penthouse und diverse andere US-amerikanische Magazine.
Tequila ist seit 2015 wiederholt aufgrund ihrer seit spätestens 2013 offen zur Schau getragenen Zuneigung zu Adolf Hitler und antisemitischer Äußerungen in der Kritik.

## Leben und Karriere
Tila Tequila zog mit ihren vietnamesischen Eltern im Alter von einem Jahr aus Singapur nach Alief, einem Ort in der Nähe von Houston. Dort wuchs sie in ärmlichen Verhältnissen in einem buddhistischen Tempel auf. Sie entwickelte eine raue Umgangsform sowohl mit Jungen als auch mit Mädchen, was dazu führte, dass sie ein Internat besuchen musste. Im Verlauf ihrer Jugend machte sie Erfahrungen mit Alkohol und anderen Drogen und war Mitglied einiger Gangs.

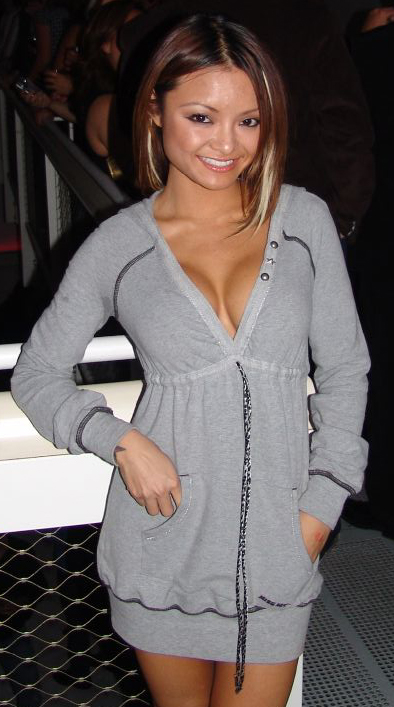
Tequila im Jahr 2007

Im Alter von zwanzig Jahren zog Tila Tequila nach Hollywood und posierte unter anderem für den Playboy in der Ausgabe vom 22. März 2002 als „Cyber Girl of the Month“. Danach modelte sie in einigen kleineren Magazinen wie dem Import Tuner sowie auf Autoshows. Sie startete eine eigene Website namens Tila’s Hot Spot, die Informationen, Zitate, ihren Blog und Bildergalerien beinhaltete. Zugriff erhielt man anfänglich nur, wenn man einen Altersnachweis erbrachte und einen monatlichen Beitrag zahlte. Die Seite wurde später erneuert und im Zuge dessen für alle Altersgruppen geöffnet und zudem kostenlos. In einem Premiumbereich konnte man unter anderem einen eigenen Blog und Chats führen. Im 2004 erschienenen Videospiel Street Race Syndicate war Tequila als Nicht-Spieler-Charakter vertreten. 2005 und 2006 folgten die Websites „Tilafashion.com“, wo sie ihre Modelinie für Männer und Frauen präsentierte, und „Tila Zone“. Nach einem Auftritt im US-amerikanischen Stuff-Magazin im April 2006 wurde sie als „Sexiest Woman Online“ ausgezeichnet sowie für die Magazine Maxim und Blender abgelichtet. In dem polnischen Männermagazin CKM war sie 2006 in der Juni-Ausgabe zu sehen. Tila’s Hot Spot wurde 2008 zu einer Social-Networking-Plattform ausgebaut.
Tequila startete parallel zu ihrer Modelkarriere eine Musikkarriere. So sammelte sie erste Erfahrungen mit einer Beyond Betty Jean genannten Band. Später war sie Leadsängerin der Indie-Rock-Band Jealousy, die 2005 einige Lieder über das Internet veröffentlichte. Tequilas MySpace-Profil war im April 2006 die am häufigsten aufgerufene Musikerseite überhaupt. Nach einem gemeinsamen Gastauftritt mit Black-Eyed-Peas-Mitglied will.i.am in der Sendung Total Request Live, die am 24. April 2006 vom Musiksender MTV ausgestrahlt wurde, wurde sie schließlich von will.i.ams Plattenfirma unter Vertrag genommen. 2007 veröffentlichte Tequila ihre erste Single I Love U; da sie ihren Plattenvertrag zuvor wieder gekündigt hatte, geschah dies ohne Unterstützung einer Plattenfirma. Im Jahr 2007 begann MTV mit der Ausstrahlung einer Reality-Dating-Show mit dem Titel A Shot at Love with Tila Tequila. Tila Tequila lud darin 16 Männer und 16 Frauen in ihr Haus ein, um einen Lebenspartner zu finden. 2008 folgte eine zweite Staffel. Ende 2009 gründete sie mit Tila Tequila Records ihr eigenes Plattenlabel.
Im Dezember 2009 startete Nguyen zusammen mit Joe Francis eine Dating-Site namens „TilasHotSpotDating.com“. Die Seite war ebenfalls in einen freien und einen kostenpflichtigen Premium-Bereich gegliedert. Tequila selbst war in Webcam-Chats auf der Seite zu sehen.

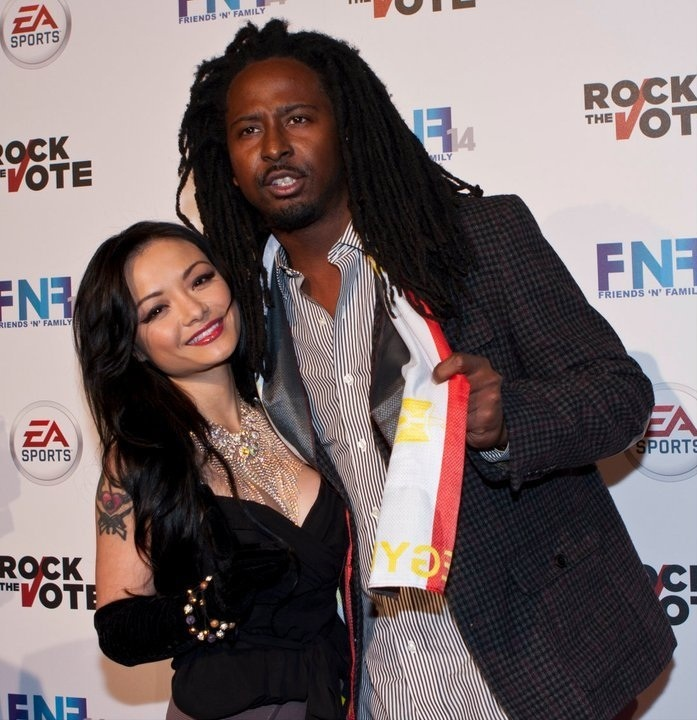
Tequila mit dem Rapper Matchstik 2011

In den Jahren 2011 und 2014 erschienen zwei pornografische Videoproduktionen der Vivid Entertainment Group mit Tequila.
Ende August 2015 nahm Tequila an der britischen Reality-TV-Show Celebrity Big Brother teil. Nach einem Tag musste sie auf Veranlassung der Produktion die Sendung wieder verlassen, nachdem Zuschauer unter anderem auf verschiedene von Tequila getroffene rassistische und antisemitische Äußerungen u. a. in Social Media und auf ihrem eigenen Blog aufmerksam gemacht hatten.
Tequila war kurzzeitig mit Casey Johnson, Erbin des Konzerns Johnson & Johnson, bis zu deren Tod im Januar 2010 im Alter von 30 Jahren verlobt. Im November 2014 wurde Tequila Mutter einer Tochter.

## Politische Überzeugungen
Tila Tequila steht in Kritik für ihre offen gezeigte Zuneigung zu Adolf Hitler, die sie durch selbsterstellte Collagen, antisemitische Postings und Aussagen unterstreicht. Erstmals hatte sie sich 2013 in einem Why I Sympathize with Hitler: Part I überschriebenen Blogpost öffentlichkeitswirksam derart geäußert. Nachdem sie im selben Jahr ein Foto von sich hochgeladen hatte, auf dem sie in knapper Nazi-Kleidung vor dem KZ Auschwitz posiert, löschte Facebook ihren Account und das in Frage stehende Material. 2015 verbreitete sie über Instagram ein Bild ihrer 11-monatigen Tochter mit einem an Hitler erinnernden Oberlippenbart und Seitenscheitel. Am 19. November 2016 erregte sie erneut Aufsehen, als sie bei Twitter ein Foto von sich hochlud, das sie gemeinsam mit anderen auf einer Veranstaltung des National Policy Institute beim Hitlergruß zeigt. Auch ihr Twitter-Account wurde daraufhin gesperrt.

## Veröffentlichungen

### Film und Fernsehen (Auswahl)
- 2006: THS Investigates: Online Nightmares
- 2007: Chuck und Larry – Wie Feuer und Flamme
- 2008: Tila Tequila’s New Year’s Eve Masquerade 2008
- 2008: MTV Spring Break: Tila Tequila’s Spring Break Fantasy Couple
- 2011: Shit! My Dad Says (Folge Ed Goes to Court)
- 2011: Tila Tequila Uncorked! (pornografisches Video)
- 2012: Masterminds
- 2014: Tila Tequila Backdoored and Squirting (pornografisches Video)

### Musik
EPs
- Sex, 2007
- Welcome to the Darkside, 2010[22]

Singles
- I Love U, 2007
- Stripper Friends, 2007
- Paralyze, 2008
- I Love My DJ (Clean) / I Fucked the DJ (Explicit), 13. April 2010[23]
- You Can Dance, 2011

### Bücher
- Hooking Up with Tila Tequila: A Guide to Love, Fame, Happiness, Success, and Being the Life of the Party. Scribner, 2008, ISBN 978-1-4391-0153-7.